# Narancshasú trogon
A narancshasú trogon (Trogon aurantiiventris) a madarak osztályába a trogonalakúak (Trogoniformes) rendjébe és a trogonfélék (Trogonidae) családjába  tartozó faj.

## Előfordulása
Costa Rica és Panama területén honos.

## Alfajai
- Trogon aurantiiventris aurantiiventris
- Trogon aurantiiventris flavidior
- Trogon aurantiiventris underwoodi